# Богородское (село, Сергиево-Посадский район)
Богородское — село в Сергиево-Посадском районе Московской области, в составе муниципального образования сельского поселения Шеметовское (до 29 ноября 2006 года входил в состав Шабурновского сельского округа).

## Население
| 2002 | 2006 | 2010 |
| ---- | ---- | ---- |
| 24   | ↗25  | ↘19  |

## География
Богородское расположено примерно в 26 км (по шоссе) на север от Сергиева Посада, по правому берегу реки Шибахта (левый приток реки Дубны), высота центра села над уровнем моря — 192 м.
Богородицкая церковь в селе известна с XVII века. Современное здание, в стиле позднего барокко, построено в 1768 году на средства князя Долгорукова. В 1932 году закрыта, возвращена верующим в 1992 году, действует. Также сохранилась домовая церковь иконы Божией Матери «Всех Скорбящих Радость» при бывшей богадельне, 1827 года постройки.